# Peón caminero
El peón caminero fue en España el operario encargado de cuidar a pie, del camino o carretera del estado, en cada legua, unidad de distancia equivalente a unos cinco kilómetros y medio. En España esta figura fue creada en el siglo XVIII concretamente en 1759 y durante el reinado de Fernando VI.
Peones con el título de camineros que usaban bandolera se establecían de legua en legua en los caminos para conservarla de forma continua e inmediata dentro de sus leguas designadas y señaladas para recomposiciones necesarias. Gozaban de la dotación de cinco reales diarios además de casa habitación que, en los caminos nuevos, estaba situada en la mitad de la legua que les estaba señalada. Las obligaciones de los expresados peones camineros de bandolera estaban consignadas en los títulos que se les expedían.

## Funciones
Según la instrucción oficial, tanto para la conservación de los trozos de camino firmes como para el arreglo de los malos pasos que por considerarse por buenos no se había hecho en ellos obra alguna, tenían las siguientes funciones. 
- Igualar las rodadas que hicieran los carruajes en los caminos, allanándolas con azadón o rastro, macizando antes las que fuesen profundas con piedra, guijo o material más sólido que hubiera a mano, quebrando las piedras si fuesen gordas con mandarria y siendo pequeñas, apisonándolas para que no quedaran en hueco y recebándolas con los bordes de las mismas rodadas. Cuidar igualmente de limpiar y desembrazar el camino en la parte en que hubiera mucho barro y señaladamente en los baches, sacándolo fuera de él antes de cubrirlo con el material sólido que necesitara para hacerlo firme y conservar el lomo y bombeo que es la parte más esencial del camino y la que más padece.
- Donde estaba el guijo descubierto por haberse llevado el viento la última capa, cubrirla nuevamente con arena, tierra o el material equivalente que tuviera a mano.
- Si sobre el camino hubiese rodando piedras movedizas demasiado gordas, retirarlas y recogiendo también todas las que se encuentren a las orillas hacer montones a trechos sobre los paseos para hacer uso de ellas en el tiempo más oportuno así como cuando lloviera.
- Tener limpias las zanjas o cunetas de los lados, abriendo y recavando las que se hubiesen cegado recargando los paseos con la tierra que producieran y echando sobre las tierras inmediatas la sobrante.
- Tener limpias las entradas y salidas de las alcantarillas y su hueco para que las aguas no  se detuvieran en las zanjas de la parte superior del camino.
- Entenderse inmediatamente con el Celador de su departamento, obedeciéndole en todo lo que le mande respecto al beneficio del camino y avisarle de las reparaciones mayores que no pudiera por sí ejecutar para que tomara providencia.
- Tener cuidado con los daños que se hicieren en el camino, sus obras y árboles para denunciarlos ante la justicia con arreglo a la Ordenanza.
- Asistir todos los días al camino aunque hiciera mal tiempo, desde que salga el sol hasta el ocaso y aun los festivos para estar atento a lo que ocurriera, ausentándose solo de él para ir a cobrar su sueldo en fin de cada mes a la Tesorería donde se le pagaba porque de lo contrario no gozaría de sueldo alguno.
- Si hallaba alguna persona o personas en el camino con apariencia de gentes de mal vivir o delinquiendo, podía asegurarlas y conducirlas a los lugares de la jurisdicción o a las Casas de postas dando parte a la justicia para que vinieran a encargarse de ellos.

## Exenciones

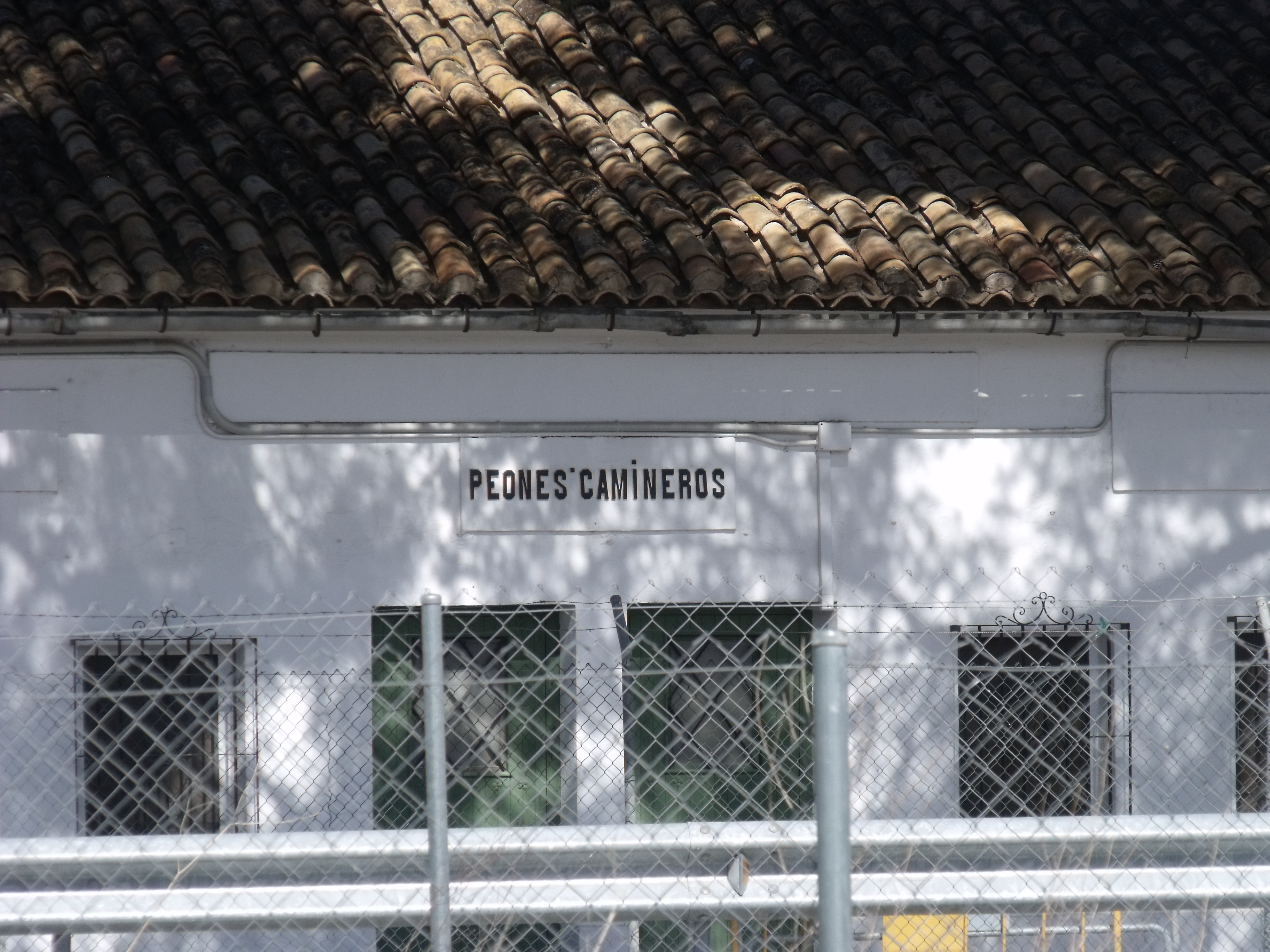
Caseta de peones camineros en Alborache

Durante el tiempo que se mantenía con este encargo y cumpliendo bien y a satisfacción del Celador con su obligación, gozaba de las mismas exenciones conferidas en la Instrucción aprobada en 5 de julio de 1790 para los Celadores que entre otras cosas establecía. 
- Ser libres de: 
  - todas cargas y oficios concejiles, de alojamientos, bagajes, curadurías, hospedajes, quintas y guías
  - de los repartimientos de trigo y cebada para la corte ni otra parte
  - de los cargos de cobradores de pechos, padrones, bulas, moneda forera, alcabalas y puentes,
  - de enviar a la guerra ningún soldado y de salir a trabajos en el tiempo que obtuviesen dichos encargos, de modo que no reciban agravio ni vejación
- Solo debían pagar por sus personas y familias lo justo que les tocara por razón de consumo de las especies de millones y nada más, no teniendo otros tratos, industrias ni haciendas.
- También eran preferidos dichos empleados en las casas de alquiler cómodas que necesitaran para sí y eran alojados tanto en los pueblos en que no hubiera posadas cómodas para el preciso descanso de sus personas, como en las ventas, cortijos y haciendas que se hallan en despoblado a la mayor inmediación del camino.
- Gozaban de la exención de que de todas sus causas civiles y criminales que se les ofrecían en dependencia o por ocasión de sus oficios las conocía el Subdelegado como Juez conservador de la parte de camino excepto en los casos que no tuvieran conexión con su encargo, ni les impidieran el libre ejercicio de él, que estaban sujetos a la justicia ordinaria.